# B@UNAM
B@UNAM es un bachillerato a distancia administrado por la Universidad Nacional Autónoma de México, que se ofrece como una opción educativa en línea para mexicanos e hispanoparlantes que viven fuera de México, y en el país se imparte en diversas instituciones educativas y gobiernos estatales a través de convenios.
El 7 de marzo de 2007, por acuerdo del Consejo Universitario de la Universidad Nacional Autónoma de México, se aprobó la creación del plan de estudios del B@UNAM, propuesto por las Escuelas Nacionales Preparatoria y Colegio de Ciencias y Humanidades.

## Estructura
B@UNAM opera bajo la responsabilidad de la Dirección del Bachillerato a Distancia, que es parte de la Coordinación de Universidad Abierta, Innovación Educativa y Educación a Distancia (CUAIEED). El órgano rector que regula el programa es el Comité Académico, que está integrado por los Directores de la Escuela Nacional Preparatoria y el Colegio de Ciencias y Humanidades, así como por los Coordinadores de Universidad Abierta y Educación a Distancia y del Consejo Académico del Bachillerato, y la Dirección del Bachillerato a Distancia.

## Plan de estudios
Antes de iniciar las actividades en este bachillerato es requisito indispensable aprobar un programa propedéutico de 3 cursos, sin valor en créditos. El plan de estudios consta de 24 asignaturas (240 créditos), que se cursan en cuatro módulos/semestres, una asignatura a la vez durante 4 o 5 semanas, en función de la sede o proyecto. De los 240 créditos, 230 corresponden a 23 asignaturas obligatorias y 10 a una asignatura optativa. El tiempo de dedicación es de 80 horas por asignatura (20 horas semanales aproximadamente) y el alumno puede estudiar desde cualquier dispositivo electrónico conectado a Internet, en los horarios que decida, pero debe seguir el calendario establecido por la institución responsable del proyecto. La duración total del bachillerato es de 2 años y medio, aproximadamente.

## Requisitos y condiciones de ingreso a B@UNAM
El ingreso al bachillerato a B@UNAM se realiza de acuerdo con los requisitos establecidos para cada programa. Los hispanoparlantes residentes en el extranjero, lo realizan a través del examen de admisión a la UNAM para nivel medio superior, y posteriormente directamente con B@UNAM.
Por su parte, los distintos proyectos que lo ofrecen establecen sus propias políticas y calendarios de inscripción.
Para ambos casos, los pasos son los siguientes: 
- solicitar inscripción;
- ser aceptado mediante concurso de selección, que comprenderá una prueba escrita y que deberá realizarse dentro de los periodos que al efecto se señalen;
- haber obtenido en el ciclo de estudios inmediato anterior un promedio mínimo de siete o su equivalente;
- haber concluido íntegramente los estudios de secundaria.

## Otras actividades
La Dirección del Bachillerato a Distancia, además de estar a cargo de la impartición de este modelo en el extranjero y de coordinar a las entidades o instituciones que ofrecen este modelo en México, se encarga de la certificación y formación del personal docente que labora en este sistema. También forma parte de la Red Nacional de Bachilleratos Universitarios Públicos a Distancia, y preside una publicación periódica: la Revista Mexicana de Bachillerato a Distancia.

## Instituciones en las que se imparte en México a través de convenios con la UNAM
- Secretaría de Educación del Gobierno del Distrito Federal[7]
- Universidad Digital del Estado de México (Gobierno del Estado de México)
- Bachillerato a Distancia de Zacatecas (Gobierno del Estado de Zacatecas)[8]
- Bachillerato a Distancia del Estado de Puebla (Gobierno del Estado de Puebla y Universidad del Desarrollo (Unides)
- Juntos en línea. Programa llevado a cabo en coordinación con Fonabec y una ONG de cada localidad.
- Escuelas incorporadas: Colegio Madrid, el Instituto Montini, Bachillerato digital Juan Bosco, Colegio Lancaster Cuernavaca, Bachillerato en línea Piaget, Centro educativo Anáhuac, Liceo intercultural mexicano.

### Programas
- SEP Prepárate[9]
- Prepárate Rural
- Juntos en línea
- Preparatoria José Guadalupe Posada (modelo híbrido). En 2013 se inicia como proyecto piloto una versión híbrida (presencial/a distancia) de B@UNAM en la Preparatoria José Guadalupe Posada en Tepito, en la Ciudad de México, en convenio con la Secretaría de Educación del Gobierno del Distrito Federal.

## Otros países donde se imparte
| América        | África    | Asia           | Europa      |
| -------------- | --------- | -------------- | ----------- |
| Argentina      | Sudáfrica | Arabia Saudita | Alemania    |
| Brasil         |           | China          | Austria     |
| Canadá         |           | Indonesia      | España      |
| Chile          |           | Japón          | Finlandia   |
| Colombia       |           | Singapur       | Francia     |
| Costa Rica     |           |                | Grecia      |
| Ecuador        |           |                | Holanda     |
| El Salvador    |           |                | Italia      |
| Estados Unidos |           |                | Noruega     |
| Guatemala      |           |                | Portugal    |
| Honduras       |           |                | Reino Unido |
| Nicaragua      |           |                | Rumania     |
| Panamá         |           |                | Suecia      |
| Perú           |           |                | Suiza       |
| Puerto Rico    |           |                |             |
| Uruguay        |           |                |             |

## Matrícula
Han concluido este bachillerato 7647 estudiantes.

## Premios y reconocimientos
Premio de Educación Media Superior y Educación Superior a Distancia 2009 en Innovación Educativa otorgado por la Asociación Nacional de Universidades e Instituciones de Educación Superior ANUIES.